# Romi Rain
Romi Rain de son vrai nom Nicole Lynn Torino, née le 12 janvier 1988 à Boston, est une actrice en films pornographiques Américaine et directrice de Torino Powered Productions Inc.

## Biographie
Adolescente, elle a occupé plusieurs postes de serveuse.
À 18 ans, elle a déménagé à Los Angeles, où elle a commencé à travailler comme modèle érotique dans des publications telles que Lowrider (lingerie et bikinis) et des sites Web. À 19 ans, elle a commencé à travailler comme danseuse exotique et burlesque dans divers clubs de la ville pendant trois ans.
Elle a commencé sa carrière dans l'industrie de film pour adultes en 2012, à 24 ans. C'est l'une des pornstars les plus recherchées dans l'industrie pornographique, elle a travaillé pour plusieurs maisons de productions comme Bang Bros, Brazzers, Evil Angel, Girlfriends Films ou Naughty America, Jules Jordan Video et New Sensations, entre autres.

## Distinctions
| Année | Cérémonie                      | Prix                                                                              | Résultat   | Film                                                                                                   |
| ----- | ------------------------------ | --------------------------------------------------------------------------------- | ---------- | --- |
| 2013  | XCritic Editor's Choice Awards | Reconnaissance spéciale (Special Recognition)                                     | Lauréat    | – |
| 2014  | AVN Awards                     | Meilleure scène de sexe en groupe (Best Group Sex Scene)                          | Nomination | Madison's Mad Mad Circus                                                                               |
| 2014  | AVN Awards                     | Meilleure performance taquine (Best Tease Performance)                            | Nomination | Soaking Wet                                                                                            |
| 2014  | NightMoves Awards              | Meilleurs seins (Best Boobs)                                                      | Nomination | – |
| 2014  | NightMoves Awards              | Meilleure encre (Best Ink)                                                        | Nomination | – |
| 2014  | NightMoves Awards              | Meilleure nouvelle starlette (Best New Starlet)                                   | Nomination | – |
| 2014  | XBIZ Awards                    | Meilleure nouvelle starlette (Best New Starlet)                                   | Nomination | – |
| 2015  | AVN Awards                     | Meilleure actrice (Best Actress)                                                  | Nomination | Laws Of Love                                                                                           |
| 2015  | AVN Awards                     | Meilleure scène de sexe en groupe (Best Group Sex Scene)                          | Nomination | Baby Got Boobs 14                                                                                      |
| 2015  | AVN Awards                     | Meilleure scène de sexe en groupe (Best Group Sex Scene)                          | Nomination | Lola, dressage en orgie                                                                                |
| 2015  | AVN Awards                     | Meilleure scène de sexe en groupe (Best Group Sex Scene)                          | Nomination | Orgy Masters 4                                                                                         |
| 2015  | AVN Awards                     | Meilleure scène de sexe oral (Best Oral Sex Scene)                                | Nomination | SeXXXploitation Of Romi Rain                                                                           |
| 2015  | AVN Awards                     | Meilleure performance solo/tease (Best Solo/Tease Performance)                    | Nomination | SeXXXploitation Of Romi Rain                                                                           |
| 2015  | AVN Awards                     | Meilleure scène de sexe à trois : G/B/B (Best Three-Way Sex Scene: G/B/B)         | Nomination | Romi Rain Darkside                                                                                     |
| 2015  | AVN Awards                     | Interprète féminine de l'année (Female Performer of the Year)                     | Nomination | – |
| 2015  | Inked Awards                   | Meilleur oral (Best Oral)                                                         | Nomination | – |
| 2015  | Inked Awards                   | Interprète féminine de l'année (Female Performer of the Year)                     | Lauréat    | – |
| 2015  | NightMoves Awards              | Meilleurs seins (Best Boobs)                                                      | Lauréat    | – |
| 2015  | XBIZ Awards                    | Meilleure actrice (Best Actress)                                                  | Nomination | Laws Of Love                                                                                           |
| 2015  | XBIZ Awards                    | Meilleure scène (Best Scene)                                                      | Nomination | Laws Of Love                                                                                           |
| 2015  | XBIZ Awards                    | Interprète féminine de l'année (Female Performer of the Year)                     | Nomination | – |
| 2016  | AVN Awards                     | Meilleure scène de sexe en groupe (Best Group Sex Scene)                          | Nomination | Brazzers House                                                                                         |
| 2016  | AVN Awards                     | Meilleure scène de sexe oral (Best Oral Sex Scene)                                | Nomination | Triple BJs                                                                                             |
| 2016  | AVN Awards                     | Meilleur site Web de stars du porno (Best Porn Star Website)                      | Nomination | – |
| 2016  | AVN Awards                     | Meilleure scène de sexe à trois : G/G/B (Best Three-Way Sex Scene: G/G/B)         | Nomination | My Sinful Life                                                                                         |
| 2016  | AVN Awards                     | Performeuse de l'année (Female Performer of the Year)                             | Nomination | – |
| 2016  | XBIZ Awards                    | Meilleure scène (Best Scene)                                                      | Lauréat    | My Sinful Life                                                                                         |
| 2016  | XBIZ Awards                    | Meilleure scène (Best Scene)                                                      | Nomination | Brazzers House                                                                                         |
| 2016  | XBIZ Awards                    | Performeuse de l'année (Female Performer of the Year)                             | Nomination | – |
| 2016  | XRCO Awards                    | Performeuse de l'année (Female Performer of the Year)                             | Nomination | – |
| 2016  | XRCO Awards                    | Super salope de l'année (Superslut of the Year)                                   | Nomination | – |
| 2018  | AVN Awards                     | Meilleure actrice (Best Actress)                                                  | Nomination | Justice League XXX: An Axel Braun Parody                                                               |
| 2018  | AVN Awards                     | Meilleure scène de séduction ou de masturbation (Best Solo/Tease Performance)     | Nomination | MILF Fidelity                                                                                          |
| 2018  | AVN Awards                     | Meilleure scène de sexe de groupe (Best Group Sex Scene)                          | Nomination | Justice League XXX: An Axel Braun Parody (scène avec Giovanni Francesco, Tyler Nixon et Xander Corvus) |
| 2018  | XBIZ Awards                    | Performeuse de l'année (Female Performer of the Year)                             | Lauréat    | – |
| 2018  | XBIZ Awards                    | Meilleure actrice dans un film scénarisé (Best Actress — Feature Release)         | Nomination | Justice League XXX: An Axel Braun Parody                                                               |
| 2018  | XBIZ Awards                    | Meilleure actrice dans un film scénarisé (Best Actress — Feature Release)         | Nomination | Queen of Thrones: A XXX Parody                                                                         |
| 2018  | XBIZ Awards                    | Meilleure scène de sexe dans un film scénarisé (Best Sex Scene — Feature Release) | Nomination | Justice League XXX: An Axel Braun Parody (scène avec Xander Corvus)                                    |
| 2018  | XBIZ Awards                    | Site de performeur de l'année (Performer Site of the Year)                        | Nomination | RomiRain.com                                                                                           |
| 2018  | XRCO Awards                    | Meilleure actrice (Best Actress)                                                  | À venir    | Justice League XXX: An Axel Braun Parody                                                               |
| 2019  | AVN Awards                     | Meilleure performance solo/tease (Best Solo/Tease Performance)                    | Nomination | Bounce 2                                                                                               |
| 2019  | AVN Awards                     | La meilleure actrice dans un second rôle (Best Supporting Actress)                | Nomination | Seduction of Heidi                                                                                     |
| 2019  | AVN Awards                     | Meilleure scène de sexe à trois : B/B/G (Best Three-Way Sex Scene: B/B/G)         | Nomination | Seduction of Heidi                                                                                     |
| 2019  | AVN Awards                     | Scène de sexe la plus scandaleuse (Most Outrageous Sex Scene)                     | Nomination | Xander's World Tour                                                                                    |
| 2019  | Inked Awards                   | Meilleur anal (Best Anal)                                                         | Nomination | – |
| 2019  | Inked Awards                   | Meilleure encre (Best Ink)                                                        | Nomination | – |
| 2019  | Inked Awards                   | Meilleur oral (Best Oral)                                                         | Nomination | – |
| 2019  | Inked Awards                   | Interprète féminine de l'année (Female Performer of the Year)                     | Nomination | – |
| 2019  | Inked Awards                   | Reine des médias sociaux (Social Media Queen)                                     | Nomination | – |
| 2019  | NightMoves Awards              | Meilleure actrice (Best Actress)                                                  | Nomination | – |
| 2019  | NightMoves Awards              | Meilleurs seins (Best Boobs)                                                      | Nomination | – |
| 2019  | NightMoves Awards              | Meilleure star des médias sociaux (Best Social Media Star)                        | Nomination | – |
| 2019  | Urban X Awards                 | L'étoile encrée la plus chaude (Hottest Inked Star)                               | Nomination | – |
| 2019  | XBIZ Awards                    | Meilleure scène (Best Scene)                                                      | Nomination | Rocking the Stage                                                                                      |
| 2019  | XBIZ Awards                    | Meilleure scène de sexe (Best Sex Scene)                                          | Lauréat    | Metal Massage                                                                                          |
| 2019  | XBIZ Awards                    | Meilleure scène de sexe (Best Sex Scene)                                          | Nomination | Deadpool XXX                                                                                           |
| 2019  | XBIZ Awards                    | Meilleure scène de sexe (Best Sex Scene)                                          | Nomination | Dark Obsession                                                                                         |
| 2019  | XBIZ Awards                    | Meilleure scène de sexe (Best Sex Scene)                                          | Nomination | Naughty Office 51                                                                                      |
| 2019  | XBIZ Awards                    | Meilleure scène de sexe (Best Sex Scene)                                          | Nomination | Death Knight Rehab                                                                                     |
| 2019  | XBIZ Awards                    | Interprète féminine de l'année (Female Performer of the Year)                     | Nomination | – |

## Filmographie sélective
- 2012: Best Friends Forever
- 2012: Fit Fucks
- 2012: Kiss My Ass Tat
- 2012: Pussy Playtime Taxi Tour
- 2013: 3 On Their Knees
- 2013: All the Way Leads to the Feet
- 2013: American Cocksucking Sluts 3
- 2013: Back for More Cream-pie
- 2013: Big Tit Cream Pie 22
- 2013: Girl Fever
- 2013: Ink Girls
- 2013: I Love Dani Daniels
- 2013: Naughty Office 15683
- 2013: Wet Tits 2
- 2014: Baby Got Boobs 14
- 2014: Big Tit Cream Pie 29
- 2014: Dark Perversions 3
- 2014: Epic Tits
- 2014: Internal Damnation 7
- 2014: Lesbian Touch 3
- 2014: Romi Rain Creampie Pussy Gets Filled Up with Jizz
- 2014: Romi Rain Eye Of The Tiger Takes A Massive Cock In Her Ass For The First Time
- 2014: Sexy Brunette Loves Cum In Her Pussy
- 2015: 2 Chicks Same Time 20
- 2015: All About The Girls
- 2015: American POV: Big Boobs Edition
- 2015: Asshole Exploration
- 2015: Cherry Spot 4
- 2015: Internally Yours 7
- 2015: Open Relationship
- 2016: Abigail Kalina and Romi Have A Frothy Drooling Cock Buffet
- 2016: Allie, Romi and Chanel Test Their Oral Skills on A Cock
- 2016: Big Titty Fuck Dolls
- 2016: Birthday Sex
- 2016: Desperate For Pussy 1
- 2016: Mrs. Debt Collector
- 2017: An Anal Affair
- 2017: Booty Call: 1
- 2017: Bang Their Cans: Deep Throating Two Busty Titty Twins!
- 2017: Busty Bikini Model Exposed: American Milf Fingers Her Pussy
- 2017: Cum On and Fuck Me 2
- 2017: Fantasy Threesome
- 2017: Glamorous Blowjob
- 2017: My Hot Creampie
- 2017: My Hot Creampie - Sc2
- 2017: Virtual Brothel
- 2018: Cheer Squad Sleepovers 29
- 2018: Horny and All Alone 3
- 2018: Lesbian Seductions: Older/Younger 61
- 2018: Lesbian Seductions: Older/Younger 64
- 2018: Romi Rain's 10 Guy Blowbang
- 2019: Horny and All Alone 4
- 2019: Motorbunny Club 2
- 2019: Romi Rain Has An International Fancy For British Men
- 2019: Women Seeking Women 163
- 2019: Women Seeking Women 166
- 2020: Burgers, Nuggets and Fries With Romi Rain
- 2020: Mrs. Creampie 26141
- 2021: Gaggers 10
- 2021: Romi Rain: Busty Anal MILF Powerhouse!
- 2021: Outrageous Anal 2
- 2022: Bubble Butt Anal Slut 10
- 2022: Cold Queen's Reign 2
- 2022: Cold Queen's Reign 3
- 2022: Cougar Sightings 10
- 2022: Irresistible Stepmom
- 2022: Overworked Titties 15